# Meir Katzenellenbogen
Meir Katzenellenbogen, noto anche come Meir o Maharam (di) Padova (Katzenelnbogen, 1482 – Padova, 12 gennaio 1565), è stato un rabbino tedesco attivo presso la comunità ebraica di Padova.
Celebre talmudista, è noto per aver lasciato una raccolta di Responsa.

## Biografia
Meïr ben Isaac, come era generalmente chiamato dopo la sua città natale, fu il capostipite della famiglia Katzenellenbogen. Dopo aver studiato a Praga sotto il ben noto sofista Jacob Polak, si recò a Padova ed entrò nel yeshibah di Judah Minz, la cui nipote ha poi sposato. Succede al suocero, Abraham Minz, come rabbino capo di Padova, carica che mantenne fino alla morte. Meïr era anche rabbino nominale di Venezia, dove, come appare dal suo Responsa (nn. 43, 48, ecc), si recò più volte l'anno, ma aveva la sua residenza fissa a Padova. Meïr era considerato dai suoi contemporanei un grande autorità in materie del Talmud e rabbiniche, e molti rabbini lo hanno consultato, tra cui spicca Mosè Alashkar, Abdia Sforno, e il suo parente Mosè Isserles di Cracovia (che lo ha indicato come "rabbino di Venezia"). Può essere visto dalla sua responsa (novanta in numero, pubblicate in proprio, con quelli di Giuda Minz, sotto il titolo di "She'elot u-Teshubot," Venezia 1553), nonché da quelli di Isserles, dove si evidenzia la liberalità nelle sue decisioni. Un'altra indicazione della sua inclinazione verso il liberalismo era il suo uso nella sua Responsa (nn. 38, 49, 72) dei nomi civili dei mesi, una cosa non fatta da altri rabbini del suo tempo.
Nel sacco di Padova del 1509, poco dopo la sua morte, quasi tutti gli scritti di Judah Minz vennero distrutti. Joseph ben Abraham Minz, suo nipote, scoprì sedici dei suoi Responsa e questi furono pubblicati a Venezia nel 1553 per i tipi di stampa ebraici di Meïr Katzenellenbogen, che stampò nello stesso volume i propri responsa e il Seder Gittin wa-chalitzah di Abraham Minz. Questi responsa furono successivamente modificati e integrati con un commentario esteso e una prefazione di Johanan ben Mosè Preschel. I responsa di Judah Minz, sebbene scarsi di numero, danno informazioni interessanti sulla storia della sua epoca e sui costumi ebraici a Padova.
Nel 1550 il rabbino Meir ben Isaac Katzenellenbogen fece pubblicare una nuova edizione di Mosè Maimonide del codice originario della legge ebraica, la Mishnāh Tōrāh. Katzenellenbogen vi investitì molto tempo, fatica e denaro nella stampa dell'edizione. Lui e suo figlio aggiunsero anche il proprio commento al testo di Maimonide. Dal momento che agli ebrei fu vietato di stampare libri nel sedicesimo secolo in Italia, Katzenellenbogen fu disponibile ad avere la sua edizione stampata da uno stampatore cristiano, Alvise Bragadini. Il principale rivale di Bragadini, Marc'Antonio Giustiniani, rispose mediante la pubblicazione di una edizione più economica, copiando le annotazioni del Maharam Katzenellenbogened con inclusione di una introduzione critica. 
Katzenellenbogen poi chiese al Rabbino Mosè Isserles di Cracovia, massima autorità ashkenazita dell'ebraismo europeo del tempo, di vietare la distribuzione dell'edizione di Giustiniani.
Isserles dovette cimentarsi per primo con i primi principi del diritto di autore. Agli albori della stampa, la richiesta reclamata di un autore-redattore di avere un diritto esclusivo di pubblicare un determinato libro è stato il primo caso riferibile alla stampa. Inoltre, Giustiniani, come un non Ebreo, non era intrinsecamente soggetto alle regole intricate della legge ebraica applicabile alle relazioni commerciali tra gli ebrei.
La controversia con lo stampatore Alvise Bragadin, anche se non voluta, causò una serie di conseguenze dai risultati nefasti per la cultura ebraica.
Il decreto di Papa Giulio III del 12 settembre 1553 ordinò la confisca e il rogo di tutti i libri del Talmūd. A Venezia il 18 ottobre 1553 il Consiglio dei dieci ordinò la consegna entro dieci giorni agli esecutori contro la Bestemmia non solo del Talmūd, ma anche di "ogni compendio, summario, over altra cosa dependente da esso", minacciando agli inadempienti "gravissime pene, come due anni di lavori forzati nelle galere, o cinque anni di carcere con bando perpetuo dal territorio di Venezia".
Il rogo venne effettuato il 21 ottobre 1553. Sin dall'anno precedente la tipografia di Giustinian aveva cessato l'attività, per le conseguenze impreviste della controversia con Bragadin tanto improvvidamente sollevata solo per fare concorrenza sleale, plagiando la di lui versione del Talmud commentata dal rabbino di Padova Mē'īr Katzenellenbogen, il quale l'aveva commissionata a Bragadin dopo aver interpellato vanamente lo stesso Giustinian.

## Dai Responsa
Joseph b. Mordecai Gershon dice ("She'erit Yosef," No. 1) che Meïr, in uno dei suoi responsa, gli disse di non affidarsi in quel momento alla sua opinione, perché non poteva verificare la sua decisione nel Talmud, tutte le copie dei quali erano state bruciate. Il rogo è menzionato da David Gans ("Zemah Dawid," p. 56, Varsavia, 1890) e da Heilprin ("Seder haDorot," i. 245, ed. Maskileison) come avvenuti nel 1553 e 1554 sotto il pontificato di Giulio III, su istigazione di alcuni ebrei battezzati convertiti. Meïr afferma inoltre (Responsa, No. 78), che è stato a Candia l'Hafṭarah per lo Yom Kippur Minḥah, con l'eccezione dei primi tre versi, lette in greco (comp. Zunz, p "GV". 413, nota). Nel responsum No. 86 parla della peste che imperversava a Venezia, ma senza indicare l'anno. Molti dei suoi responsa devono essere trovati nella collezione di Mosè Isserles. Meïr ha aggiunto alla edizione del suo responsa il "Seder Gittin wa-Ḥaliẓah" di suo suocero, e un indice dettagliato. Ha curato anche Maimonide '"Yad", con alcuni commenti, a cui ha aggiunto note di suo pugno (Venezia, 1550; Vedere Isserles).

## Opere
- Jehūdā Ben-Mēīr di Padova [ed.]: Mišnä Tōra. Mōšä Ben-Majmōn. Stampato da Aloisio Bragadin, Venezia 1550 (Mishneh Torah di Maimonide con un commento di Meir Katzenellenbogen).
- una raccolta di responsa.